# Gilda Ruta
Gilda Ruta (Nàpols, 13 d'octubre de 1853 – Nova York, 26 d'octubre de 1932) fou una pianista i compositora italiana.

## Biografia
Fou filla del músic Michele Ruta, pianista, compositor i crític musical, i de la cantant anglesa Emelina Sutton. Gilda ja havia assolit una certa notorietat a setze anys, i era professora de piano i cant coral a l'institut de Terra di Lavoro.
El 1877 es va casar amb Raffaele Cagnazzi, amb qui va tenir dos fills, enviudant uns anys més tard. Després de la mort del seu marit va interrompre la seva activitat concertística fins al 1883, quan va començar a actuar en recitals a moltes ciutats italianes. Va actuar sovint, amb gran elogi de la crítica, fins i tot en obres que ella mateixa componia.
El 1894 va marxar per una gira als Estats Units d'Amèrica, on va tenir un bon èxit. Després de la mort del seu pare l'any 1896, va tornar als EUA, s'hi instal·là definitivament, continuant la seva tasca com a compositora i actuant. Va obrir una acadèmia a Manhattan amb els seus fills.
Va morir el 1932 a causa d'una hemorràgia cerebral.

## Obres
Gilda Ruta va compondre més de 125 obres per a piano i orquestra, a més d'algunes òperes. En destaquem algunes:
- Scherzo, per a piano
- Voglio guarire, melodia romàntica
- Tempo di Gavotta e Musette, per a piano
- Canto melanconico, per contralt i baix
- La Gavotta, per a piano
- Partirai!!, cançó per mezzosoprano i baríton
- Alle stelle, melodia romàntica
- Canzone marinaresca, per soprano
- Allegro appassionato, per a piano
- Per te!, cançó
- Dolci memorie!, melodia
- Dammi un' ora d'amor!, melodia romàntica
- The Fire-Worshippers, òpera
- Cuore su Cuore, vals
- Siciliana, per a piano